# Абылай Каншер
Абылай Валиев, иногда Каншер Абылай (каз. Қанішер Абылай — «Абылай кровопийца»)(конец XVII — начало XVIII века) — казахский султан. Дед Абылай-хана.
Отцом Абылая Валиева был Вали-султан, дедом Жангир-хан, а прадедом Есим-хан. Вали-султан был единокровным братом Аз Тауке-хана, от Жангир-хана и его жены Гайши, дочери Турсун Мухаммад-хана. От Абылая Валиева родился Коркем Вали, а от него уже Абильмансур, позже получивший имя Абылай-хана.
Сначала его называли «Абылай-Жолбарыс», а по родословной «Каншер», его назвали из-за того, что он убил Кайып-хана. Кайып также является потомком Есим-хана. Родословная: Есим-хан, от него Сырдак Султан, от него Кысырау-Даткы, от него Кайып-хан. Кайып-хан — один из султанов, росших вместе с Тауке-ханом. Из источников известно, что Тауке-хан умер летом 1715 года. После этого великим ханом старейшины страны выбрали Кайып-хана. В 1715 году казахские послы, посетившие Россию, Турцию и Бухару, подтвердили, что Кайып восседал на ханском престоле в Казахской Орде. По казахскому порядку престолонаследия власть переходит от старшего брата к младшему. Но Кайып не смог выполнить возложенную на него задачу, система власти ослабла. В 1717 году Кайып-хан и султан Абулхаир возглавили тридцатитысячное войско и разгромно проиграли калмакам на реке Аягоз. Кайып с двумя слугами бежал в Туркестан, после чего калмыки подошли к рекам Арысь, Богень и Шаян и снова напали на казахов. По некоторым данным, Кайып-хан, рассчитывал на помощь России. Байдаулет и Бекболат, послы Кайып-хана, прибывшие в Тобольск в 1716 году, заявили, что готовы напасть на калмыков с 30-тысячным войском, если их поддержат русские войска. Посольство Никиты Белоусова, приехавшее в Туркестан после этой встречи, похоже, обещало поддержку. Иначе осталось непонятным, что Кайып не напал на калмыков из Жетысу в 1717 году, а обошел Балхаш в поисках поддержки в низине Аягоза.
Во-вторых, после поражений в войне с калмыками часть страны покинула Кайып-хана и переселилась из Туркестана в СарыАрку. Ханов потерявших популярность в народе и раньше ждала схожая участь, но на этот раз Кайып перешел грань и в пиьсме казанскому губернатору Петру Салтыкову: «от такого калмыцкого разорения остальные уходцы прижались к Вашему владению, и они бедные и убогие люди…попадутся к вам в руки, и их прикажите казнить смертию без остатку…»" - пишет он. Конечно, ясно, что содержание этих писем сразу же дошло до недовольной Кайып ханом группы людей. Так, в 1718 году Абылай-Жолбарыс при поддержке Орта Жузских батыров убил Кайыпа в Туркестане и стал известен как «Канишер Абылай». Хотя раньше между ними не было вражды. В 1717 г. посольство во главе с Ф. Жилиным, приехавшее в Туркестан из Казани, подало жалобу на султана Абылая. Когда посол написал жалобу, он сообщил, что «Абылай Султан, младший брат Кайип-хана, увез в городе Карнак три винтовки с боеприпасами». Убийство собственного хана — очень редкое событие в казахской политической жизни. Поэтому султаны происходившие от Сырдак султана, и другие потомки Салкама Джангира были недовольны Абылаем. Поскольку оставаться в казахской среде стало опасно, Канишер Абылай вместе со своей семьей и подданными отправляется в Ургенч в Хивинское ханство.
Жолбарыс Абылай – живший в конце 17 века и начале 18 веков один из султанов, занявший значительное место во внутренней и внешней политической жизни Казахского ханства.